# Krueng Kiran
Krueng Kiran is een bestuurslaag in het regentschap Pidie Jaya van de provincie Atjeh, Indonesië. Krueng Kiran telt 443 inwoners (volkstelling 2010).